# (500478) 2012 TT241
(500478) 2012 TT241 es un asteroide perteneciente al cinturón de asteroides, descubierto el 18 de septiembre de 2012 por el equipo del Spacewatch desde el Observatorio Nacional de Kitt Peak, Arizona, Estados Unidos.

## Designación y nombre
Designado provisionalmente como 2012 TT241.

## Características orbitales
2012 TT241 está situado a una distancia media del Sol de 2,975 ua, pudiendo alejarse hasta 3,308 ua y acercarse hasta 2,642 ua. Su excentricidad es 0,111 y la inclinación orbital 10,65 grados. Emplea 1874,64 días en completar una órbita alrededor del Sol.

## Características físicas
La magnitud absoluta de 2012 TT241 es 16,6. 